# Суровцев, Владимир Александрович
Владими́р Алекса́ндрович Су́ровцев (род. 9 июня 1951, Москва, РСФСР, СССР) — скульптор, народный художник Российской Федерации (2008), академик Российской академии художеств, лауреат Премии Правительства Российской Федерации, кавалер Ордена Искусств и литературы Франции (2011).

## Биография
Владимир Суровцев родился 9 июня 1951 года. Живёт и работает в Москве. Окончил Московское высшее художественно-промышленное училище, художественный факультет, отделение скульптуры, руководитель творческой мастерской по диплому — А.Г. Постол (1977).
Член МСХ (1984), народный художник РФ (2008), член-корреспондент Академии российской словесности (2013), академик Международной академии информатизации (2015). Член-корреспондент РАХ (2019), действительный член РАХ (2021).
Создал более 40 монументов и памятников. Монументальные композиции установлены в 19 странах мира. Французскими арт-критиками внесён в список 50 наиболее известных художников Европы.
Почетный гражданин г. Черняховска, дипломант ЮНЕСКО.
Участник двух аукционов «Сотбис» (Москва, Брюссель) и значительного ряда выставок, как в Москве, России, так и за рубежом.
Работы находятся в Государственной Третьяковской галерее, в частных коллекциях и музеях по всему миру.
Для автора является большой гордостью создание и открытие четырех памятников на территории Франции, три из которых установлены в Париже. Эти мемориалы в разные годы открывались: президентом России В.В. Путиным, президентом Франции Жаком Шираком.
Многие созданные скульптором мемориалы и памятники стали знаковыми символами тех или иных городов как в России, так и за рубежом. Там издаются или появляются в больших тиражах различные сувенирные изделия, созданные автором: в Муроме («Пётр и Феврония»), в Плевене, Болгария («генерал Скобелев»), в Черняховске («генерал-фельдмаршал Барклай-де-Толли») и т.д.
Имеет двух взрослых детей, которыми гордится. И Данила, и Дарья стали очень интересными, самостоятельными, активно творческими художниками, членами МСХ.

## Наиболее известные работы
- 1995 — Памятник на Эльбе на месте первого контакта союзных армий (Штрелла, Германия).
- 1998 — Памятник «Пограничникам Отечества» (Москва).
- 2003 — Памятник генералу Белой армии С. В. Маркову (Сальск, Ростовская область).
- 2006 — Памятник лётчикам полка «Нормандия-Неман» (аэропорт Ля-Бурже, Париж).
- 2007 — Памятник генералу Скобелеву (Плевен, Болгария).
- 2007 — Памятник фельдмаршалу Барклаю-де-Толли (Черняховск, Калининградская область).
- 2011 — Памятник воинам русского экспедиционного корпуса, воевавшим во Франции в 1915—1918 годах (Париж).
- 2013 — Памятник Твардовскому (Москва).
- 2014 — Памятник "Штыковая атака" (Гусев, Калининградская область)
- 2015 — Памятник маршалу К. К. Рокоссовскому (Волгоград).
- 2017 — Памятник кардиналу Миндсенти (Эстергом, Венгрия).

## Выставки
- Весенние и осенние выставки МСХ (Кузнецкий мост, 11, 20, 80-90-е годы);
- Групповая выставка десяти московских художников «Лубенинков и К» (Кузнецкий мост, 20, 1984);
- Выставки «Советская Россия» (ЦВЗ «Манеж», 80-е годы), Артсалоны (ЦДХ, 90-е годы);
- Выставка скульпторов из России (Галерея Дилемана, Бельгия, 1996);
- Групповая выставка (Риза, Остерхольц-Шармбек, Германия, 1995,1997);
- «Арт-Гала» (Брюссель, 1997);
- в галерее «Кампо» (Антверпен, Бельгия, 1997);
- во Дворце Наций (Женева, 2001);
- в «Пальм-Гарден» (Франкфурт на Майне, Германия, 2001);
- Ханзанпферд (Гамбург, Германия, 2002);
- «Эквирос-2003» (Сокольники, Москва, 2003);
- в галерее Ренаты Дженер (Остерхольц-Шармбек, Германия, 2004-2005);
- в Королевском музее военной истории (Брюссель, Бельгия, 2005);
- в «Стелла-гелери» (Париж, Франция, 2006);
- в «Галерее Роз» (Брюссель, округ Юкль, 2006);
- «Традиции и современность» (ЦВЗ «Манеж», 2007-2008)

## Награды и звания
- Орден «За заслуги в культуре и искусстве» (31 июля 2025 года) — за большой вклад в развитие отечественной культуры и искусства, многолетнюю плодотворную деятельность[1].
- Кавалер ордена Искусств и литературы (2011, Франция).
- Медаль «В память 850-летия Москвы» (1997).
- Народный художник Российской Федерации (16 декабря 2008 года) — за большие заслуги в области изобразительного искусства[2].
- Заслуженный художник Российской Федерации (15 апреля 2002 года) — за заслуги в области искусства[3].
- Лауреат премии Правительства Российской Федерации в области культуры (2009).
- Лауреат премии Центрального федерального округа в области литературы и искусства (2009).
- Дипломант ЮНЕСКО.
- Благодарности: Министра иностранных дел РФ, Министерства иностранных дел РФ, Министерства культуры РФ.
- Наручные часы от Президента Республики Абхазия (2017)[4].

## Семья
Сын Данила Владимирович Суровцев (1977 года рождения) - скульптор, дочь Дарья Владимировна (1980 года рождения) - скульптор.